# Haxhi Hajdar Mani
Haxhi Hajdar Mani (ur. 1913 w Golemi, zm. 8 kwietnia 1963 w Rrjollu) – albański wojskowy w stopniu podpułkownika (nënkolonel) i polityk, deputowany do Zgromadzenia Ludowego.

## Życiorys
W 1938 roku ukończył kurs oficerski w Tiranie. Pod koniec 1942 roku udał się w region Szkodry, gdzie dowodził lokalnym oddziałem Armii Narodowo-Wyzwoleńczej. Po zakończeniu konfliktu na krótko pełnił funkcję dowódcy w Szkodrze. W 1945 roku otwarcie potępił represjonowanie partyzantów z Balli Kombëtar, z tego powodu został usunięty ze stanowiska i przeniesiony do Tirany w celu odbycia kursu reedukacyjnego dla oficerów, następnie dowodził batalionem stacjonującym we wsi Bozhigrad.
Ze względu na jego popularność w regionie Szkodry został dopuszczony do startu w wyborach z 1950 roku, w wyniku których otrzymał mandat do Zgromadzenia Ludowego; w parlamencie zasiadał do wygaśnięcia kadencji w 1954 roku, w tym czasie został także awansowany do stopnia majora. Następnie pełnił funkcję burmistrza Postryby na okres krótszy niż rok; dokonywał interwencji związanych z nadużyciami lokalnej władzy oraz Ministerstwa Spraw Wewnętrznych. Został zmobilizowany do armii, ponownie obejmując w niej funkcję dowódcy sił w Szkodrze oraz awansując na stopień podpułkownika (nënkolonel).
Pod koniec lat 50. potępił kolektywizację. 8 kwietnia 1963 roku zginął z rąk funkcjonariuszy Sigurimi.

## Życie prywatne
Jego ojcem był Hajdar Mani, również wojskowy.